# Casamento entre pessoas do mesmo sexo na Espanha
O casamento entre pessoas do mesmo sexo na Espanha é legal desde 3 de julho de 2005. Em 2004, o então recém-eleito governo socialista liderado pelo primeiro-ministro José Luis Rodríguez Zapatero, deu início a uma campanha pela legalização da prática, além da adoção homoparental. Após muito debate, a lei permitindo o casamento entre pessoas do mesmo sexo foi aprovada pelas Cortes Generales — o parlamento bicameral da Espanha, composto pelo Senado e pelo Congresso dos Deputados — em 30 de junho de 2005, sendo publicada no Boletín Oficial del Estado, o diário oficial do país, em 2 de julho de 2005. A lei entrou em vigor no dia seguinte, tornando a Espanha o terceiro país do mundo a permitir o casamento entre pessoas do mesmo sexo, após os Países Baixos e a Bélgica e 17 dias antes do Canadá.
A ratificação da lei não ocorreu sem conflitos, apesar do apoio de 66% da população. Autoridades da Igreja Católica foram terminantemente contra a proposta, criticando-a como um enfraquecimento da instituição do casamento. Outros grupos expressaram preocupação sobre a possibilidade de casais gays e lésbicos adotarem crianças. Manifestações favoráveis e contrárias à lei atraíram milhares de pessoas de todas as partes da Espanha. Após a aprovação, o conservador Partido Popular questionou a lei no Tribunal Constitucional.
Aproximadamente 4.500 casais homossexuais se casaram na Espanha durante o primeiro ano de vigência da lei. Logo após a aprovação da lei, surgiram questões sobre o status legal do casamento entre espanhóis e não-espanhóis cujos países de origem não permitem o casamento homossexual. Uma decisão do Ministério da Justiça determinou que a legislação do país permite que um cidadão espanhol se case com um não-espanhol independentemente de a pátria de origem desse último reconhecer ou não a união como legítima. Pelo menos um dos parceiros deve ser um cidadão espanhol, apesar de que dois não-espanhóis podem se casar se ambos tiverem visto de residência permanente na Espanha.
As eleições gerais de novembro de 2011 deram uma vitória esmagadora para o Partido Popular, que havia questionado a lei no Tribunal Constitucional. O líder do partido, Mariano Rajoy, disse que se opunha à legislação, mas que qualquer decisão revogando a lei só poderia ser tomada pelo Tribunal Constitucional. Em 6 de novembro de 2012, a lei foi considerada constitucional pelo Tribunal, com 8 votos a favor e 3 contra. O ministro da Justiça, Alberto Ruiz-Gallardón, anunciou que o governo vai respeitar a decisão e que a lei não será revogada.
A Espanha é o país mais tolerante em relação à homossexualidade em todo o mundo. Apenas 6% dos espanhóis dizem que a homossexualidade é "moralmente inaceitável", ao passo que 55% a consideram "moralmente aceitável" e 38% dizem que a homossexualidade "não é uma questão moral".

## História

Status do casamento homossexual na Europa:
Casamento homossexual reconhecido
Uniões civis reconhecidas
Coabitação homossexual reconhecida
Não reconhecido ou status desconhecido
Casamento homossexual proibido

Durante as décadas de 1990 e 2000, várias câmaras municipais e comunidades autônomas começaram a fazer registros de uniões civis entre casais do mesmo sexo, embora com efeito meramente simbólico. Os registros foram realizados em 12 das 17 comunidades autônomas da Espanha: Catalunha (1998), Aragão (1999), Navarra (2000), Valência (2001), Baleares (2001), Madri (2001), Astúrias (2002), Andaluzia (2002), Estremadura (2003), País Basco (2003), Canárias (2003) e Cantábria (2005). A legislação espanhola já permitia a adoção por pessoas solteiras; assim sendo, um casal homossexual poderia realizar uma adoção de facto, mas o parceiro que não fosse o guardião legal da criança não tinha direitos sobre ela se o relacionamento acabasse ou se o guardião morresse. Os casamentos entre pessoas do mesmo sexo não eram legalizados nas comunidades autônomas, uma vez que a Constituição espanhola dá ao Estado competência exclusiva para legislar sobre o casamento.
Em 30 de junho de 2004, o então ministro da Justiça, Juan Fernando López Aguilar, anunciou que o Congresso dos Deputados havia aprovado provisoriamente um plano do governo para que a legislação estendesse o direito ao casamento a casais do mesmo sexo. Isso foi feito para cumprir uma promessa feita pelo então primeiro-ministro, José Luis Rodríguez Zapatero, em seu discurso de posse. López Aguillar anunciou também duas propostas, feitas pelo Convergència i Unió, partido regional da Catalunha: uma introduzindo o estatuto legal para uniões estáveis (tanto para casais de sexo oposto quanto para casais do mesmo sexo) e outra permitindo aos transexuais a mudança legal de seus nomes e sexo sem a necessidade de passarem pela cirurgia de redesignação sexual.
O projeto de lei sobre os casamentos entre pessoas do mesmo sexo foi aprovado pelo Conselho de Ministros da Espanha em 1° de outubro de 2004, sendo enviado ao Parlamento em 31 de dezembro. O Congresso dos Deputados aprovou a proposta em 21 de abril de 2005. No entanto, o projeto de lei foi rejeitado no Senado em 22 de junho de 2005, onde o oposicionista Partido Popular (PP) detinha a maioria dos assentos. A proposta voltou, então, à apreciação da câmara baixa, que detém o poder de derrubar os vetos do Senado, e a aprovação final da lei ocorreu em 30 de junho de 2005 com 187 votos a favor, 147 votos contra e 4 abstenções. Com a promulgação, em 2 de julho de 2005, a Espanha se tornou o terceiro país do mundo a legalizar formalmente o casamento entre pessoas do mesmo sexo em todo o país, após os Países Baixos e a Bélgica. O primeiro casamento entre pessoas do mesmo sexo ocorreu oito dias após o projeto ter se tornado lei. Foi celebrado na câmara do subúrbio madrilenho de Tres Cantos entre Carlos Baturín e Emilio Menéndez. O primeiro casamento entre duas mulheres ocorreu em Barcelona onze dias mais tarde.
Apesar dos avanços rumo ao igualitarismo, uma falha legal permaneceu na nova legislação: se crianças fossem geridas num casamento lésbico, a mãe não-biológica não seria considerada guardiã legal da criança; ela ainda deveria passar pelo longo e caro processo de adoção. Este direito era garantido automaticamente a casais heterossexuais (casados ou não), onde um padrasto poderia declarar os filhos de sua esposa como seus sem precisar passar por um procedimento legal. Em 7 de novembro de 2006, o governo apresentou uma emenda à lei em relação à reprodução assistida, permitindo que a mãe não-biológica fosse considerada guardiã junto com sua esposa, que é a mãe biológica.

### Ratificação da Lei 13/2005

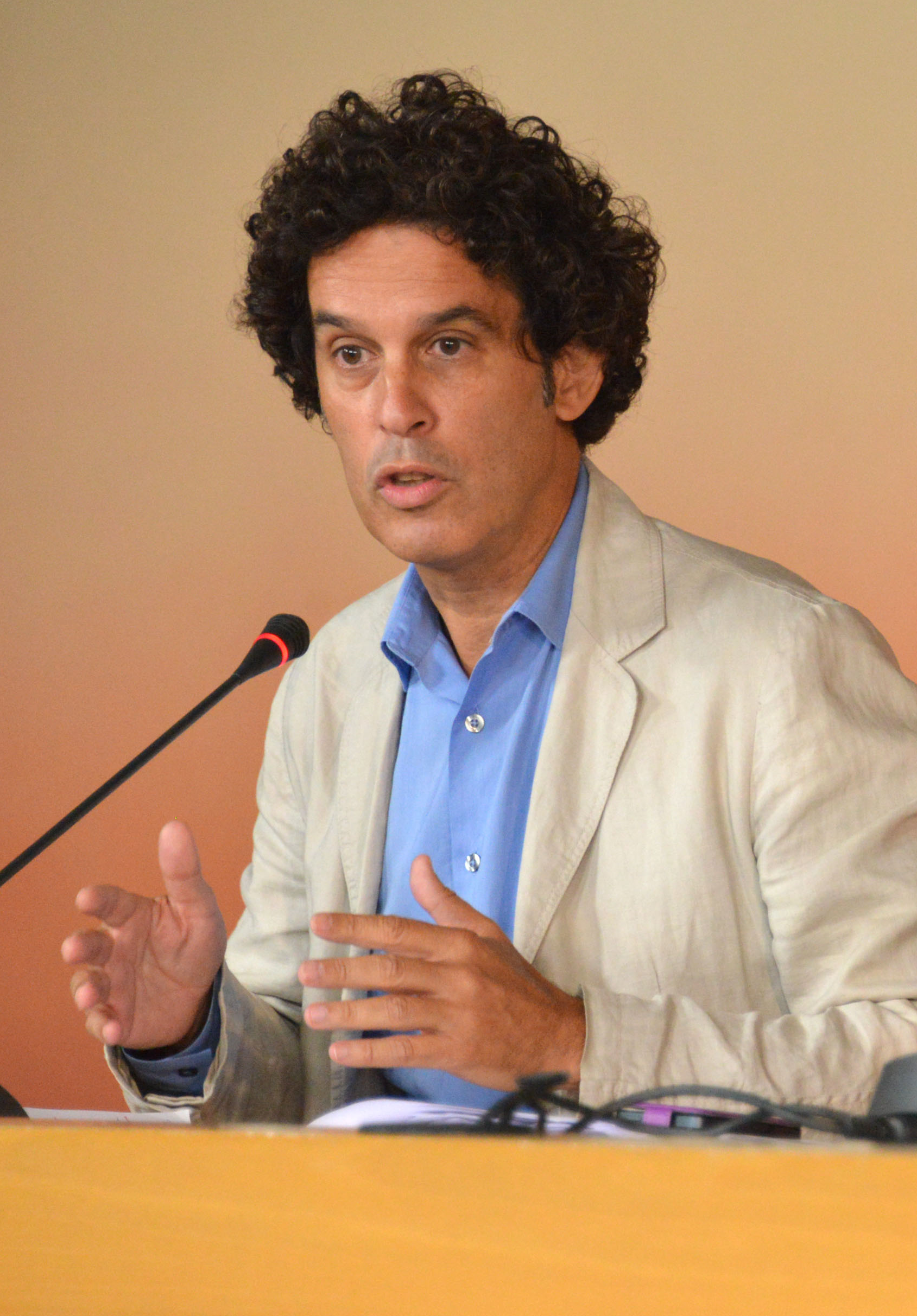
Pedro Zerolo foi um dos maiores promotores de alargar o direito ao casamento e adoção para casais homossexuais no país.

O projeto de lei, anunciado em 30 de junho de 2004 pelo Ministério da Justiça foi analisado pelo Consejo General del Poder Judicial, órgão que governa todas as instâncias do Poder Judiciário da Espanha Apesar de admitir que a discriminação contra os homossexuais não poderia ser tolerada, o Consejo General foi bastante crítico à extensão dos direitos de casamento e adoção aos casais do mesmo sexo. O órgão argumentou que tal extensão não era uma exigência constitucional e que o fim da discriminação poderia ser alcançado através de outros meios legais, tais como a extensão de uniões civis aos casais homossexuais.
Apesar disso, o governo espanhol apesentou o projeto de lei ao Congresso em 1° de outubro de 2004. Com exceção do PP e dos deputados da União Democrática da Catalunha, os diferentes partidos com representação parlamentar se declararam favoráveis à reforma. Em 21 de abril de 2005, o Congresso aprovou o projeto, com 183 votos favoráveis, 136 contrários e 6 abstenções (incluindo de um deputado do PP). O projeto de lei legalizando o casamento entre pessoas do mesmo sexo na Espanha era curto: adicionava um novo parágrafo ao artigo 44 do Código Civil, dizendo "o matrimônio deverá ter os mesmos requisitos e efeitos independentemente de as pessoas envolvidas serem do mesmo sexo ou de sexos opostos".
De acordo com as disposições constitucionais, o texto aprovado pelo Congresso foi então enviado ao Senado para aprovação final, alteração ou veto. Em 21 de junho de 2005, especialistas foram chamados para debater a questão no Senado. As opiniões deles foram as mais diversas possíveis; alguns argumentaram que a adoção homoparental não tem efeito no desenvolvimento da criança, a não ser, talvez, uma maior tolerância em relação à homossexualidade. No entanto, o psiquiatra Aquilino Polaino, convidado pelo PP, classificou a homossexualidade como uma patologia e uma desordem emotiva. Entre outras afirmações, ele disse que "muitos homossexuais têm antecedentes [criminais] de estupro desde a infância" e que os homossexuais, em geral, vêm de famílias com pais "hostis, alcoólatras e distantes" e mães "super protetoras" em relação aos filhos e "frias" em relação às filhas. Membros proeminentes do PP rejeitaram as afirmações de Polaino.
O Senado vetou o texto submetido pelo Congresso dos Deputados. O veto foi proposto pelo PP, que detinha a maioria dos assentos, e pela União Democrática da Catalunha, e foi aprovado por 131 votos; 119 senadores votaram contra e 2 se abstiveram. Assim sendo, o projeto de lei retornou à câmara baixa do Parlamento. Em 30 de junho de 2005, foi aprovado novamente pelo Congresso dos Deputados, que, de acordo com as disposições constitucionais, tem o poder de anular os vetos do Senado. De todos os deputados, 187 foram favoráveis à derrubada do veto (incluindo Celia Villalobos, deputada do PP), 147 foram contrários e quatro se abstiveram. A anulação do veto implicava a aprovação do projeto de lei. A votação para a derrubada do veto ocorreu após o primeiro-ministro Zapatero inesperadamente pedir a palavra para falar em apoio ao projeto, dizendo que "estamos expandindo as oportunidades de felicidade dos nossos vizinhos, colegas, amigos e parentes. Ao mesmo tempo, estamos construindo uma sociedade mais decente". A Mariano Rajoy, líder do oposicionista Partido Popular, foi negada a oportunidade de se dirigir ao parlamento após a aparição de Zapatero; ele acusou o primeiro-ministro de estar dividindo a sociedade espanhola.
Quando os repórteres indagaram ao Rei Juan Carlos se ele assinaria a lei que estava sendo debatida nas Cortes Generales, ele respondeu que era o rei da Espanha e não da Bélgica — em referência ao falecido Rei Balduíno da Bélgica, que em 1990 se recusou a assinar a lei que legalizava o aborto em seu país. Se o rei se recusasse a dar seu consentimento real à legislação, ela seria novamente vetada. No entanto, o rei deu consentimento à Lei 13/2005 em 1° de julho de 2005 e ela foi publicada no Boletín Oficial del Estado, o diário oficial da Espanha, em 2 de julho, entrando em vigor no dia seguinte. O rei recebeu críticas de carlistas e demais conservadores de extrema-direita por ter assinado a legislação.

## Reações
Uma pesquisa feita pela empresa estatal Centro de Investigaciones Sociológicas em abril de 2005 informou que 66% dos espanhóis eram a favor da legalização do casamento entre pessoas do mesmo sexo. Outra pesquisa, feita pela empresa privada Instituto Opina um dia antes da aprovação do projeto de lei informava que 62,1% dos espanhóis eram a favor do casamento entre pessoas do mesmo sexo e que 49,1% era a favor da adoção por casais homossexuais. Uma pesquisa realizada pelo Instituto Opina nove meses após a promulgação da lei revelou que 61% dos espanhóis concordavam com a decisão do governo de legalizar o casamento entre pessoas do mesmo sexo.
No entanto, a aprovação do projeto trouxe preocupação às autoridades católicas, incluindo ao Papa João Paulo II — que alertou para o enfraquecimento dos valores familiares — e seu sucessor, o Papa Bento XVI. O cardeal Alfonso López Trujillo, presidente do Pontifício Conselho para a Família, anunciou que a Igreja Católica estava fazendo um chamado urgente à liberdade de consciência dos católicos e apelando para que eles resistissem ao projeto de lei. Ele disse que todas as profissões ligadas à implementação dos casamentos entre pessoas do mesmo sexo deveriam se opor à nova lei, mesmo que isso lhes custasse o emprego. Ativistas do movimento LGBT apontaram para a hipocrisia da Igreja, que se opunha ao casamento entre pessoas do mesmo sexo mas não aos casamentos não-religiosos; por exemplo, a Igreja não fez objeções ao casamento do Príncipe Felipe com a jornalista Letizia Ortiz, uma mulher divorciada — prática recriminada pela instituição. A Igreja não conseguiu apoio suficiente para inviabilizar o projeto de lei, apesar de que 80% dos espanhóis se declaram católicos. Os sociólogos acreditam que isso se deve ao significativo aumento do liberalismo na esfera dos direitos individuais nos últimos anos, onde a Igreja tradicionalmente mantinha sua influência, especialmente em questões familiares. Uma pesquisa mostrou que três quartos dos espanhóis acreditavam que a Igreja estava desconexa da realidade social. Uma explicação complementar para o declínio da influência da Igreja na vida dos espanhóis seria o fim da ditadura do General Francisco Franco em 1975, cujo regime era intimamente ligado a tal instituição.
Em 19 de junho de 2005, houve um protesto contra a lei na capital espanhola, governada pelo conservador Partido Popular. Os manifestantes — liderados por membros do PP, bispos da Igreja Católica e pelo Foro Español de la Familia — disseram que 1,5 milhão de pessoas protestaram contra aquilo que consideravam um ataque à família; o governo de Madri, no entanto, disse que 166 mil pessoas participaram do evento. Duas semanas após o protesto, no mesmo dia do orgulho gay (28 de junho, em memória aos eventos em Stonewall), a Federación Estatal de Lesbianas, Gays, Transexuales y Bisexuales (FELGT) convocou um marcha a favor da lei da qual dois milhões de pessoas teriam participado; a polícia estimou os participantes em 97 mil.
Segundo os bispos espanhóis, o governo, ao estender o direito do casamento a casais do mesmo sexo, enfraqueceu o significado da instituição, o que eles definiram como sendo de exclusividade de casais heterossexuais. O Foro Español de la Familia expressou preocupação em relação à possibilidade de os casais gays adotarem e criarem crianças, argumentando que a adoção não é um direito dos futuros pais e sim das crianças adotadas. A FELGT e demais organizações de defesa dos direitos LGBT responderam que adoções de facto por casais homossexuais já existiam na Espanha há muito tempo, já que muitos casais gays estavam criando menores adotados por apenas um dos parceiros. A adoção por casais do mesmo sexo já era legal nas comunidades autônomas de Navarra, Astúrias, Aragão, País Basco e Catalunha antes de sua legalização em todo o território espanhol. Essas associações também argumentaram que não há base científica para a afirmação de que a orientação sexual dos pais trazem problemas desenvolvimentais às crianças. Essa é a visão oficial da Escola Espanhola de Psicologia, que também afirmou que a homossexualidade não é uma patologia.
Em 2008, uma biografia da Rainha Sofia revelou que a monarca preferia o termo "união civil" ao invés de casamento para relacionamentos entre pessoas do mesmo sexo. Esse e outros supostos comentários feitos pela rainha gerou críticas à monarquia, algo raro no país, resultando num pedido de desculpas do Palácio da Zarzuela em nome da rainha por citações "inexatas" atribuídas a ela. Antonio Poveda, presidente da FELGT, disse que sua organização aceitou o pedido de desculpas, mas acrescentou que ainda há maus sentimentos pela comunidade gay em relação à rainha pelos comentários. O rei Juan Carlos, conhecido por ser mais liberal que sua esposa, teria ficado enfurecido com a biografia; segundo os repórteres ele dispensou funcionários do Palácio que deram endosso real ao livro. Durante as eleições de 2011, o líder do PP, Mariano Rajoy, disse que também prefere o termo "união civil" para os casamentos entre pessoas do mesmo sexo.

## Contestação judicial da oposição
Em 21 de julho de 2005, um juíza da cidade de Dénia se recusou a emitir uma certidão de casamento a um casal lésbico. A juíza também entrou com uma ação de inconstitucionalidade contra a lei do casamento homossexual no Tribunal Constitucional com base no artigo 32 da Constituição, que contém a frase "homens e mulheres têm o direito de contrair casamento com a igualdade jurídica plena". Em agosto de 2005, um juiz de Grã Canária se recusou a emitir a certidão de casamento de três casais gays e deu início a outro processo constitucional. Em dezembro de 2005, o Tribunal Constitucional rejeitou ambos os processos devido à falta de legitimidade dos juízes em requerê-los. Em 30 de setembro de 2005, o então oposicionista Partido Popular decidiu iniciar um processo separado, causando divisão na legenda. O resultado foi publicado em 6 de novembro de 2012, sete anos após o requerimento. O Tribunal julgou a lei constitucional numa votação que teve 8 votos a favor e 3 contra.
Em 27 de fevereiro de 2007, o Foro Español de la Familia apresentou uma iniciativa popular assinada por 1,5 milhão de pessoas para definir o casamento apenas como uma união entre um homem e uma mulher, o que proibiria o casamento entre pessoas do mesmo sexo. A iniciativa foi rejeitada pelo Congresso espanhol. Em 30 de maio de 2007, a juíza de Dénia foi condenada pelo Comitê Disciplinar do Conselho Geral do Poder Judiciário a pagar 305 euros ao casal que ela se recusou a esposar, sendo também estritamente advertida para que não se recusasse novamente a casar homossexuais. Ela atribuiu essa ação à "máquina de propaganda" do governo socialista.

## Questões de residência
| Homossexualidade ilegal:                                                                 |
| Pena de morte                                                                            |
| Prisão; pena de morte não posta em prática                                               |
| Morte sob milícias                                                                       |
| Prisão, com encarceramento ou detenção                                                   |
| Prisão, mas não posto em prática1                                                        |
| Homossexualidade legal:                                                                  |
| Casamento igualitário                                                                    |
| Reconhecimento de casamentos feitos em outras jurisdições                                |
| Reconhecimento limitado (de residentes estrangeiros)                                     |
| Sem reconhecimento legal, mas algumas instituições oferecem certificação não vinculativa |
| Reconhecimento de uniões:                                                                |
| União civil                                                                              |
| Coabitação não registrada                                                                |
| Nenhum                                                                                   |
| Restrições à liberdade de expressão                                                      |

Logo após a lei ser sancionada, surgiram questões sobre o status legal de casamentos entre espanhóis e não-espanhóis; as autoridades negaram uma certidão de casamento a um espanhol e um indiano que moravam na Catalunha sob a alegação de que o casamento entre pessoas do mesmo sexo era ilegal na Índia. No entanto, em 22 de julho, outro juiz da mesma comunidade casou uma espanhola e sua parceira argentina naquele que foi o primeiro casamento lésbico da Espanha. O magistrado discordou da decisão de seu colega e deu preferência ao direito ao casamento a todos sobre a então legislação argentina que não permitia o casamento entre pessoas do mesmo sexo.
Em 27 de julho, a Junta de Fiscales de Sala — um órgão dentro do Corpo de Advogados do Estado que aconselha o Ministério da Justiça — emitiu um parecer de que lésbicas, gays, bissexuais e transexuais (LGBT) espanhóis podem se casar com estrangeiros oriundos de países que não permitem o casamento entre pessoas do mesmo sexo. O casamento seria considerado válido de acordo com a legislação espanhola, o que não implica a validade automática da união no país de origem do parceiro estrangeiro. A decisão, publicada no Boletín Oficial del Estado, declarava:
| “ | ... um casamento entre um espanhol e um estrangeiro ou entre estrangeiros do mesmo sexo residentes na Espanha deverá ser válido como resultado da aplicação do direito material espanhol, mesmo que a legislação nacional do estrangeiro não permita ou reconheça a validade de tais casamentos. | ” |

Segundo as instruções do Ministério da Justiça (Dirección General de Registros y Notariado), os consulados espanhóis podem dar início à papelada preliminar para um casamento entre pessoas do mesmo sexo. Pelo menos um dos parceiros requerentes deve ser um cidadão espanhol, residente na demarcação consular. No entanto, o casamento em si só pode ocorrer no consulado se as leis locais reconhecem o casamento entre pessoas do mesmo sexo (caso, em agosto de 2010, das representações em Boston, Bruxelas, Haia, Amsterdã, Oslo, Toronto, Montreal, Ottawa, Cidade do Cabo, Pretória, Estocolmo, Washington D.C., Cidade do México, Lisboa, Porto, Reykjavík, Buenos Aires, Rosario, Córdoba e Mendoza). Nos demais casos, a papelada deve ser finalizada em território espanhol. Dois estrangeiros não-residentes não podem se casar na Espanha, já que pelo menos um dos parceiros deve ser residente no país; ambos os parceiros podem ser cidadãos não-espanhóis desde que sejam residentes na Espanha.

## Estatísticas

Taxa de casamentos entre pessoas do mesmo sexo na Espanha em 2008:
0,127–0,060%
0,060–0,040%
0,040–0,020%
0,020–0,013%

Segundo dados do Instituto Nacional de Estatística, 23 523 casamentos entre pessoas do mesmo sexo haviam ocorrido até o final de 2011: 1 275 em 2005, 4 574 em 2006, 3 250 em 2007, 3 549 em 2008, 3 412 em 2009, 3 583 em 2010 e 3 880 em 2011.
| Ano  | Casamentos entre homens | Casamentos entre mulheres | Casamentos gays | Total de casamentos | % de casamentos gays |
| ---- | ----------------------- | ------------------------- | --------------- | ------------------- | -------------------- |
| 2005 | 923                     | 352                       | 1 275           | 120 728             | 1,06                 |
| 2006 | 3 190                   | 1 384                     | 4 574           | 211 818             | 2 16                 |
| 2007 | 2 180                   | 1 070                     | 3 250           | 203 697             | 1,60                 |
| 2008 | 2 299                   | 1 250                     | 3 549           | 196 613             | 1,81                 |
| 2009 | 2 212                   | 1 200                     | 3 412           | 175 952             | 1,94                 |
| 2010 | 2 216                   | 1 367                     | 3 583           | 170 815             | 2,10                 |
| 2011 | 2 293                   | 1 587                     | 3 880           | 163 085             | 2,38                 |

A maioria dos casamentos entre pessoas do mesmo sexo em 2009 ocorreu nas comunidades de Catalunha, com 895 casamentos (3,24% de todos os casamentos naquela comunidade); Madri, com 547 (2,77%); Andaluzia, com 455 (1,35%); Valência, com 427 (2,34%); e as Canárias, com 224 (3,70%).
Em 25 de julho de 2007, a Fundação BBVA publicou seu relatório Retrato social do povo espanhol, que afirmava que 60% da população espanhola apoia o casamento entre pessoas do mesmo sexo. Tal apoio era maior do que a média entre os jovens de 15 a 34 anos de idade (75%), pessoas com ensino superior (71%), irreligiosos (75,5%) e pessoas identificadas com visões de esquerda e centro-esquerda (71,9%). Apesar disso, apenas 44% da população é favorável à adoção de crianças por casais do mesmo sexo; 42% é contra.

## Casamentos notáveis
Desde a legalização da prática, em 2005, casais das mais variadas origens sociais celebraram o casamento homossexual. Após a lei receber aprovação real, o influente líder socialista e vereador madrilenho Pedro Zerolo se casou com Jesús Santos em janeiro de 2006 e o popular apresentador de televisão Jesús Vázquez se casou com  Roberto Cortés em março. Em outubro de 2005, o proeminente juiz antiterrorismo Fernando Grande-Marlaska se casou com seu noivo Gorka Gomez. Em agosto de 2006, o vereador de Ourense pelo Partido Popular, legenda que se opôs à legislação, se casou com Nino Crespo. No mês seguinte, os soldados Alberto Linero Marchena e Alberto Sánchez Fernández, ambos estacionados na Base Aérea de Morón, perto de Sevilha, se tornaram os primeiros membros das Forças Armadas da Espanha a se casarem. Em agosto de 2008, Dona Luisa Isabel Álvarez de Toledo, 21a Duquesa de Medina Sidonia e três vezes Grande do Reino (nomeada de Duquesa Vermelha por seu ativismo socialista), se tornou a nobre de classificação mais alta a se casar com uma pessoa do mesmo sexo, — em cerimônia articulo mortis (no leito de morte) —, quando esposou sua companheira de longa data Liliana Maria Dahlmann, atual Viúva Duquesa de Medina Sidonia por direito.